# Randy Ragan
Randolph "Randy" Lee Ragan (High Prairie, 7 de junho de 1959) é um ex-futebolista profissional canadiano, que atuava como defensor.

## Carreira
Randy Ragan fez parte do elenco da histórica Seleção Canadense de Futebol da Copa do Mundo de 1986 